# Iván Bába
Iván Bába, maďarsky Bába Iván, (* 25. červen 1950, Teplice) je maďarský diplomat, literární kritik, novinář, politik a státní úředník. Mezi lety 1998 a 2000 maďarský velvyslanec v polské Varšavě, v letech 2010 až 2014 ekonomický náměstek maďarského Ministerstva zahraničních věcí.

## Biografie
Narodil se roku 1950 v Teplicích v tehdejším komunistickém Československu. V roce 1969 získal diplom na Univerzitě Komenského v Bratislavě, a roku 1974 diplom v oboru maďarský jazyk a literatura a anglický jazyk a literatura na Univerzitě Loránda Eötvöse v Budapešti. Mezi lety 1974 a 1976 pracoval jako editor v bratislavském nakladatelství Madách Könyvkiadó. Poté pracoval pro Magyar Rádió a byl redaktorem literárního deníku Nagyvilág.
Politickou či veřejnou funkci získal až po pádu komunismu v Maďarsku, v letech 1990 až 1994 působil jako státní sekretář na Ministerstvu zahraničních věcí. V roce 1992 se stal členem Maďarského demokratického fóra. V komunálních volbách 1994 byl za MDF zvolen zastupitelem samosprávy budapešťského XIII. obvodu, a tento mandát vykonával až do konce volebního období v roce 1998. Od 21. prosince 1998 do 19. května 2000 působil jako velvyslanec Maďarské republiky v Polsku se sídlem ve Varšavě a rozšířenou působností i pro běloruský Minsk. Poté pracoval jako státní sekretář na Ministerstvu zahraničních věcí. Od roku 2003 je členem strany Fidesz - Maďarská občanská unie. Mezi lety 2008 až 2010 vyučoval na Budapest-Fasori Evangélikus Gimnázium v Budapešti. V letech 2010 až 2014 vykonával funkci ekonomického náměstka na maďarském Ministerstvu zahraničních věcí. Vedle politické kariéry pracuje i jako vědecký badatel a literární kritik.

## Soukromý život
Hovoří plynně anglicky, česky, francouzsky, maďarsky, polsky a slovensky.
Je ženatý, s manželkou mají tři děti. Jeho švagrem je László A. Nagy (* 1948), maďarský disident v Československu a poslanec SNR, respektive NR SR v letech 1990 až 2012.